# Teizem
Teizem je v splošnem opredeljen kot vera v obstoj in vsaj enega božanstva in njegovo vplivanje na svet. V običajnem jeziku ali v nasprotju z deizmom izraz pogosto opisuje klasično pojmovanje boga, ki ga najdemo v monoteizmu (imenovanem tudi klasični teizem) ali pojmovanja bogov v politeističnih religijah – vero v boga ali v bogove brez zavračanja razodetja, kot je značilno za deizem. Gnosticizem je vera v osebno duhovno znanje.
Ateizem se običajno razume kot nesprejemanje ali zavračanje teizma v najširšem pomenu teizma, tj. nesprejemanje ali zavračanje vere v boga ali bogove. Povezana, vendar ločena, je trditev, da je obstoj katerega koli božanstva neznan ali nespoznaven: agnosticizem. V kombinaciji s teizmom je nastal agnostični teizem.